# Silnice D8
Silnice D8 (chorvatsky Državna cesta D8, doslova Státní cesta D8, též Jadranska magistrala) je jednou z nejvýznamnějších hlavních silnic v Chorvatsku, neformálně je také známá jako Jadranská magistrála. Silnice D8 je dlouhá 658 km, pokračuje však i dále v Bosně a Hercegovině a Černé Hoře, ovšem tam již pod jiným označením. Je nejdelší silnicí na území samostatného Chorvatska.

## Název
Silnice je neformálně zvána Jadranská magistrála. Označení magistrála sloužilo pro hlavní silnice v bývalé Jugoslávii poměrně často; označena tak byla např. i Ibarská magistrála v Srbsku (silnice č. 22) apod. 

## Trasování
Silnice prochází přes šest chorvatských žup: Přímořsko-gorskokotarskou, Licko-senjskou, Zadarskou, Šibenicko-kninskou, Splitsko-dalmatskou a Dubrovnicko-neretvanskou. Na úsecích Kraljevica – Senj (44 km), Makarska – Klek (82 km) a Slano – Gruda (94 km) je D8 součástí evropské silnice E65.
Z hlediska jednotlivých sídel od severu k jihu prochází obcemi/městy: Matulji, Rijeka, Sušak, Bakar, Kraljevica, Crikvenica, Novi Vinodolski, Senj, Karlobag, Starigrad, Zadar, Biograd na moru, Vodice, Šibenik, Trogir, Kaštela, Split, Omiš, Baška Voda, Makarska, Ploče, Opuzen, Dubrovník a Cavtat.

## Historie

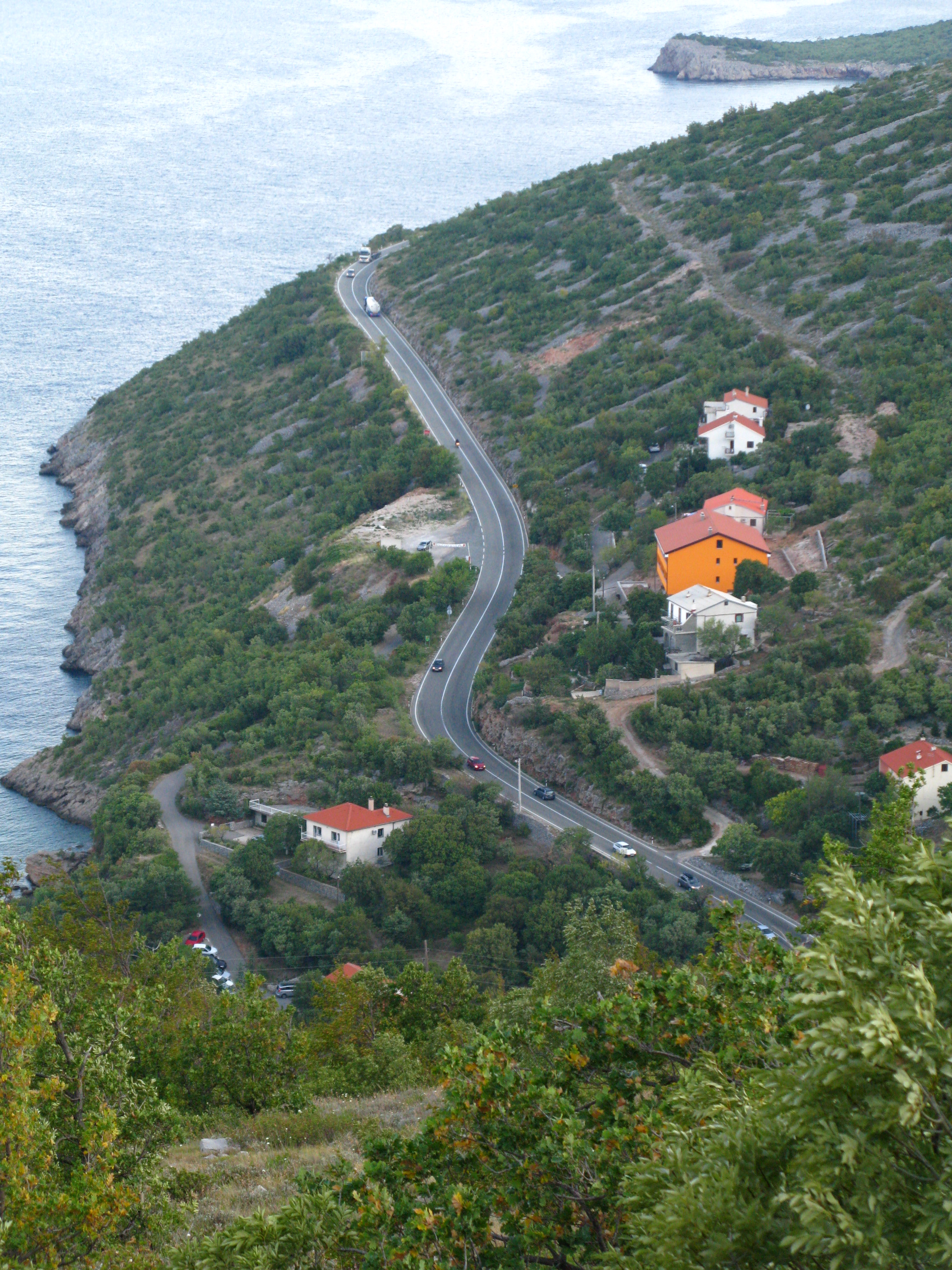
Silnice u vesnice Bunica

Potřeba výstavby jedné silnice po pobřeží tehdejší Jugoslávie vznikla již po sjednocení státu v roce 1918. Tehdy se ale podařilo pouze vyasfaltovat kratší úseky v blízkosti jednotlivých měst. Např. v úseku Trogir–Split. Úseky od slovinské hranice do Rijeky vznikly celé jako asfaltová silnice vzhledem k tomu, že se tehdy nacházely na italském území. 
Hned po druhé světové válce byl vybudován úsek z Nového Vinodolského do Zadaru.
Drtivá většina silnice nicméně byla budována v 50. a 60. let 20. století. Její vznik pomohl přilákat jak domácí, tak i zahraniční turisty na jaderské pobřeží, což bylo v zájmu rozvoje tehdejší jugoslávské ekonomiky. Díky tomu se některá města, jako např. Biograd na moru zcela proměnila. Postavena byla jako silnice s dvěma jízdními pruhy. Pouze v krátkém úseku mezi Trogirem a Splitem má charakter čtyřproudé komunikace. Silnice zároveň zajistila i ekonomické propojení relativně zaostalého pobřeží se zbytkem Chorvatska. Zvolená trasa odpovídala v řadě případů starým cestám, mnohdy i cestám z doby Římské říše.
Financování silnice umožnily rovněž i prostředky ze zahraničí, včetně USA. Silnice byla budována jako investice celé Jugoslávie, a ne jen chorvatské republiky. Na výstavbě komunikace se podílelo 10 000 dělníků. Trasu projektovalo na 270 inženýrů. Trasu projektoval závod v Záhřebu. V původně mezinárodní soutěži se nabídly i rakouské stavební firmy, nicméně nebyly vybrány ke stavbě kvůli vysoké ceně. Někde se na stavbě podílely i jednotky jugoslávské lidové armády. Vykopáno bylo 6 km3 metrů horniny, vybudováno velké množství zdí, náspů a dalších pomocných staveb. Vzniklo rovněž nesčetně mostů; jen celková délka mostů s délkou 30 až 600 metrů činí 3734 metrů. Mezi známější patří např. Šibenický most, dokončený roku 1966.
Silnice byla budována s šířkou vozovky 6–7 m, poloměrem zatáček 60 m a stoupáním mnohdy převyšujícím i 6 %, což vyžadovaly náročné podmínky. Stále méně však tyto parametry odpovídaly podmínkám moderní dopravy. Od druhé poloviny 70. let 20. století byly budovány obchvaty okolo přístavních měst, např. Puly, Crikvenice, Trogiru a Splitu, kam byla komunikace překládána.
Během chorvatské války za nezávislost na počátku 90. let byla na několika místech zatarasena a její území zasahovalo do Republiky srbská krajina. Tím byla některá města odříznuta od zbytku země.
Po dlouhá léta pak sloužila jako primární spojnice v Dalmácii. Již v období posledních let socialistické Jugoslávie nicméně existoval zájem ji nahradit plnohodnotnou dálnicí. dálnice A1 byla dostavěna nicméně pouze do Karlovace a výstavby dálnic v Jugoslávii byly obecně ožehavým tématem, předmětem afér apod. Teprve až na počátku 21. století byla vybudována dálnice A1, která odvedla především dálkovou dopravu do Dubrovníku a Splitu. V severní části ji potom zastoupila dálnice A7. Jadranská magistrála nicméně i nadále slouží jako klíčové spojení pobřežních sídel chorvatského pobřeží Jaderského moře. V úseku mezi městy Senj a Rijeka je nicméně kratší spojnicí právě silnice D8 než obě uvedené dálnice.
V roce 2022 byla část komunikace přeložena po dokončení Pelješackého mostu mimo město Neum (které se od roku 1991 nachází na území samostatné Bosny a Hercegoviny). Nový úsek, který spojil obce Komarna a Zaton Doli byl budován jako rychlostní komunikace a odlišuje se tak od zbytku celé silnice D8. Má nicméně také dva pruhy. Jeho součástí jsou i čtyři tunely a několik mimoúrovňových křižovatek.[zdroj?]

## Intenzita dopravy

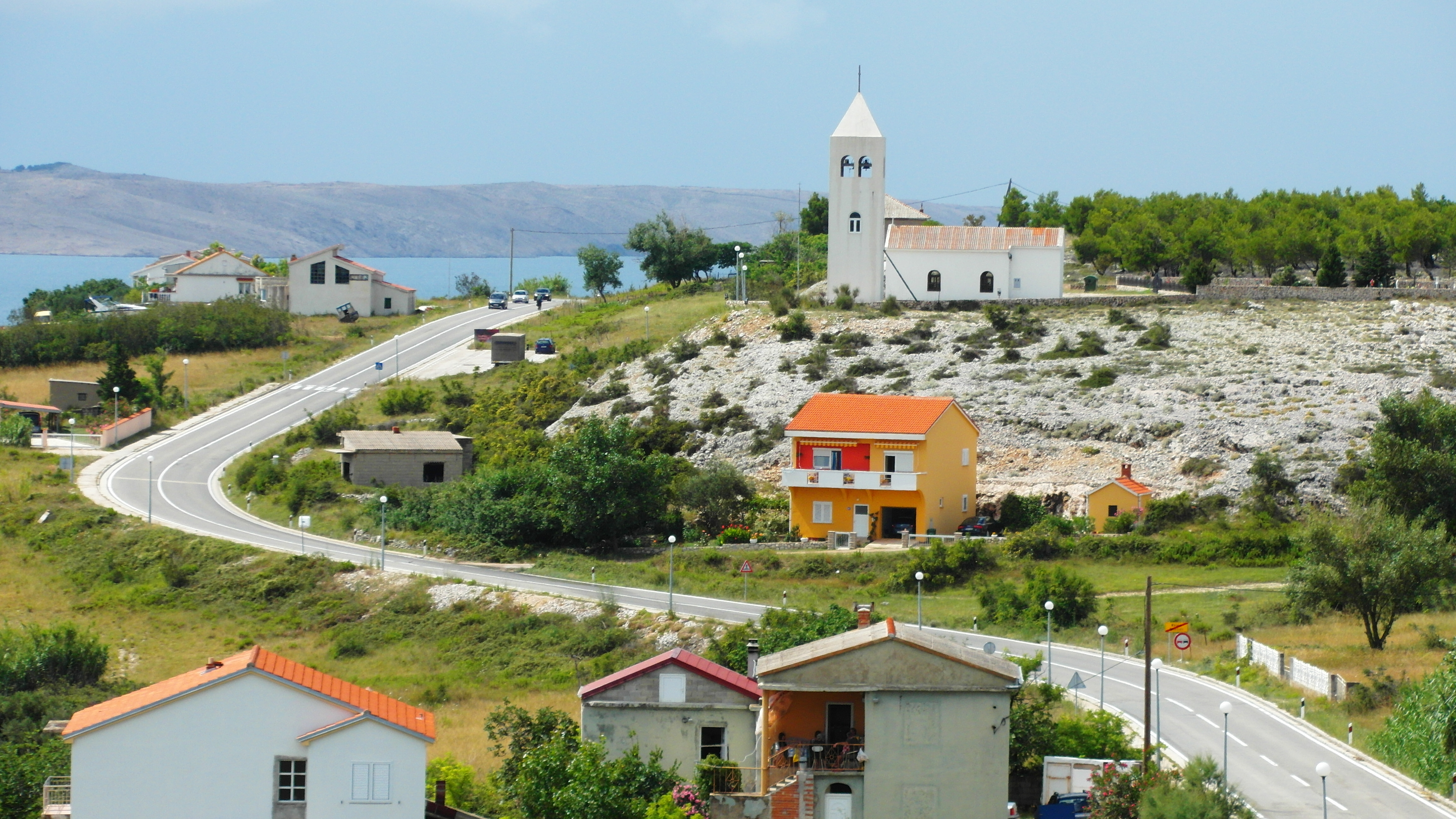
Silnice v zastavěné oblasti

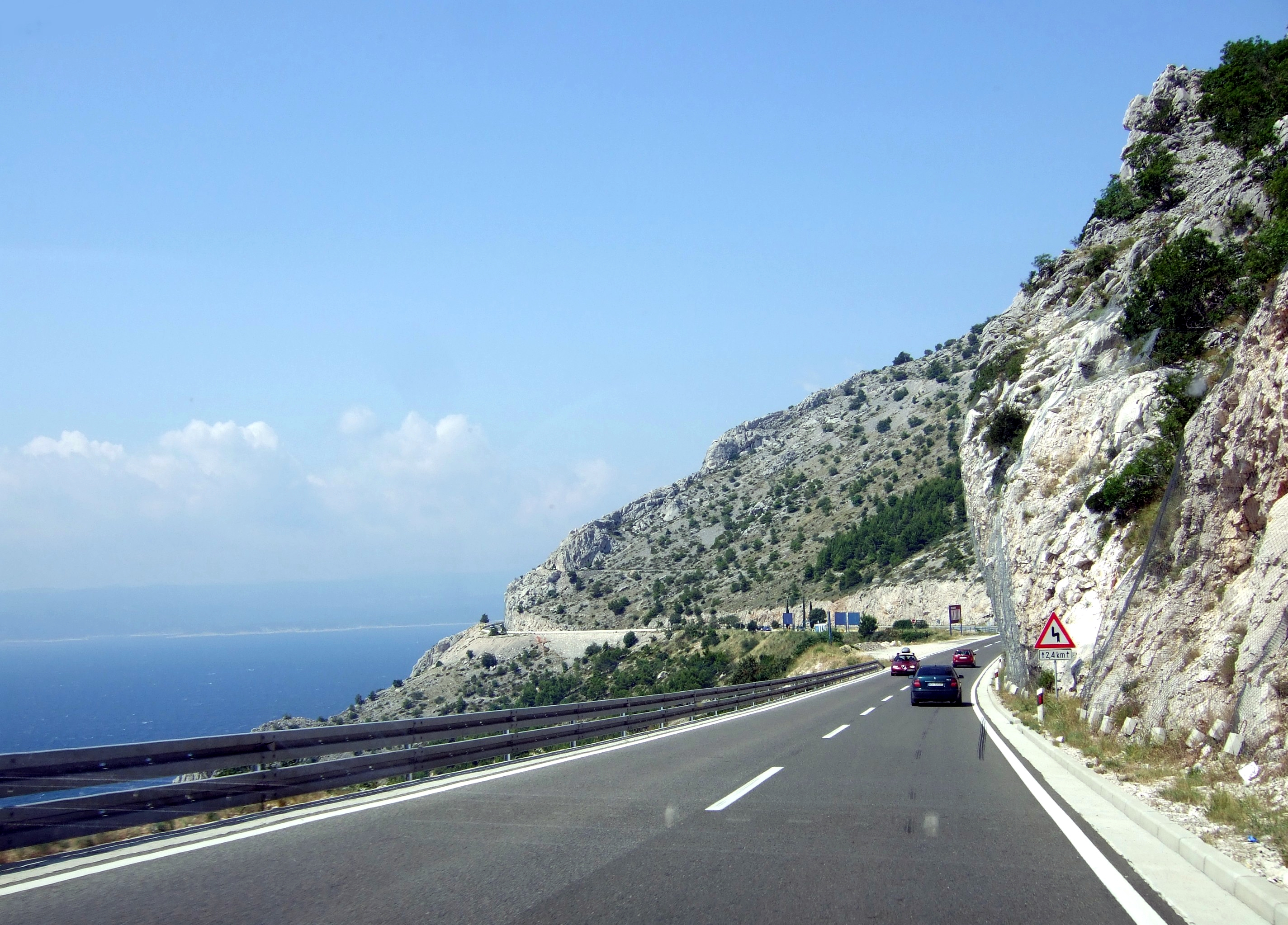
Silnice při mořském útesu

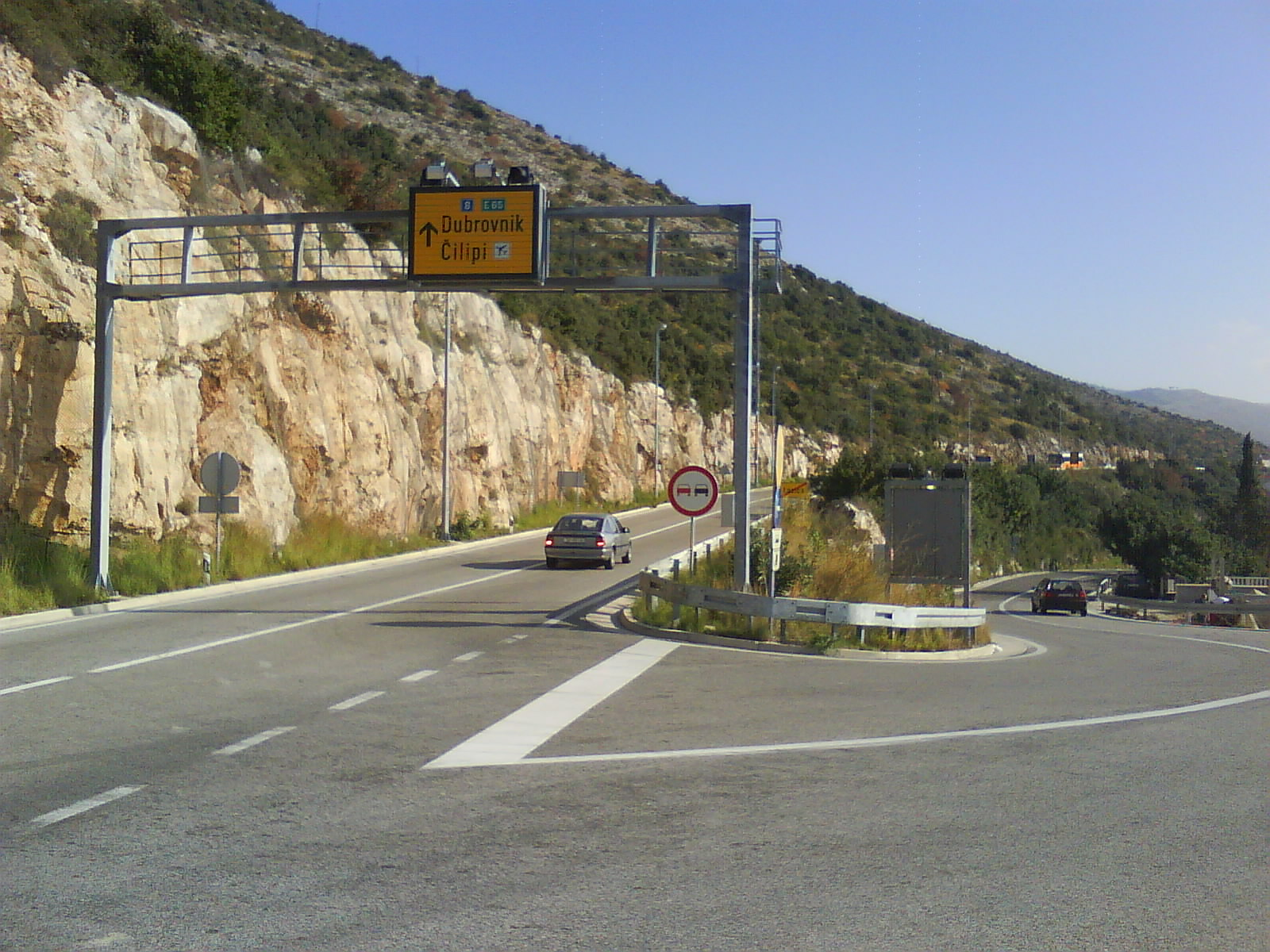
Proměnné dopravní značení

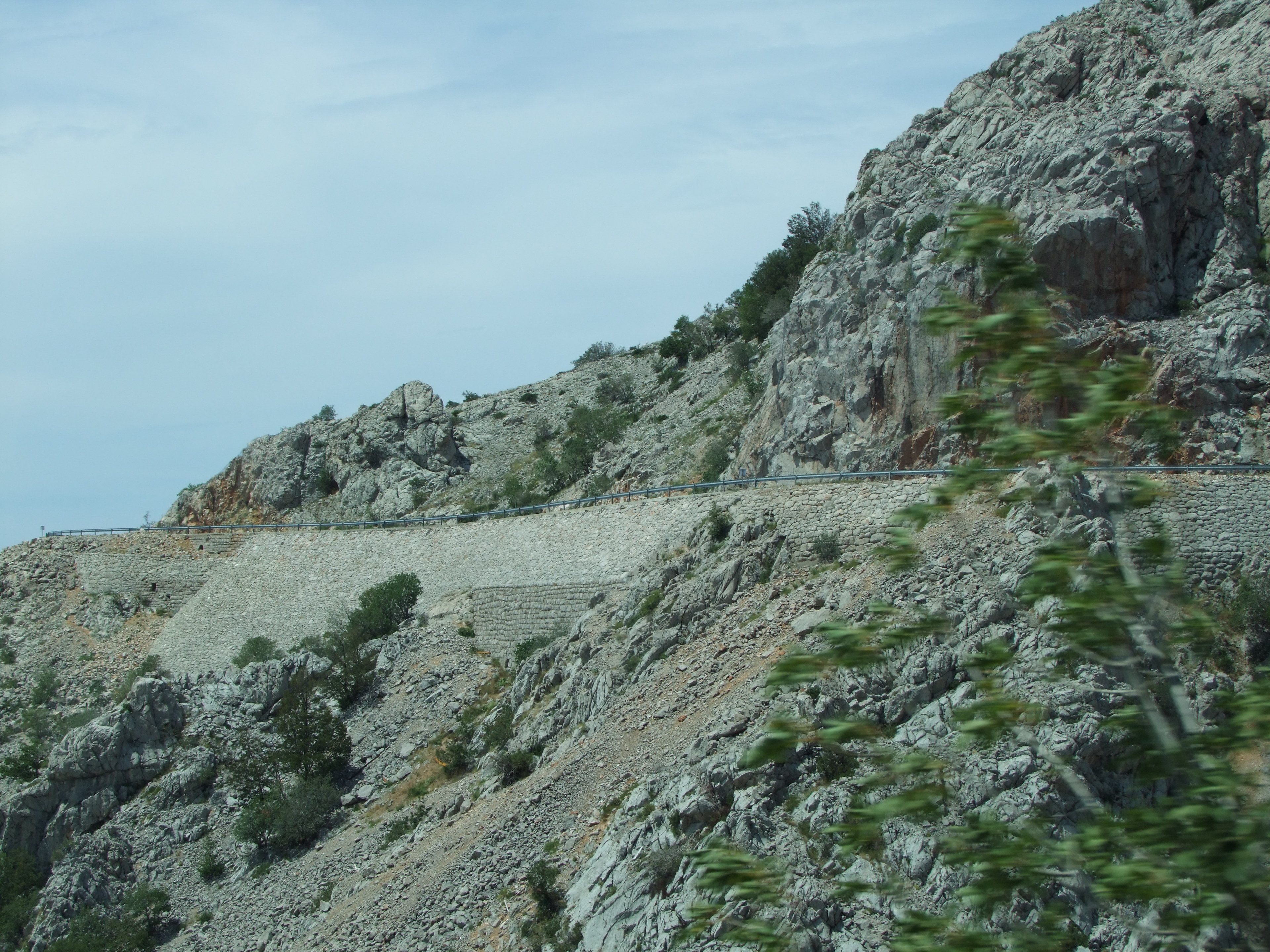
Náspy silnice

Intenzita dopravy na této silnici je pravidelně měřena a vyhodnocována státní společností Hrvatske Ceste. Míra intenzity dopravy se liší během letní sezony a během zbytku roku, což je fakt, který je dán tím, že se jedná o cestu, která slouží do velké míry pro návštěvníky jaderského pobřeží. Její vytíženosti nahrává i skutečnost, že prochází přes větší chorvatská města (Rijeka, Zadar a Split). Přirozeně největší vytížení komunikace je okolo těchto větších měst, zatímco nejnižší se objevuje okolo města Karlobag, kde je jak nízká hustota osídlení, tak i nižší množství turistckých destinací. Množství dopravy v blízkosti Splitu a Stobreče je 50x vyšší, než je tomu u Karlobagu. 
Během roku je průměrné vytížení silnice 5,8 tisíc vozidel denně a v letní sezoně tento počet přesahuje 9 tisíc. Údaje pro jednotlivá místa na silnici jsou následující:
| Statistika hustoty dopravy |                          |                      |                                                |
| Místo sčítání              | AADT (celoroční hodnoty) | ASDT (letní hodnoty) | Poznámky                                       |
| 2801 Pasjak                | 4 939                    | 8 574                | hraniční přechod před nájezdem na dálnici A7   |
| 2816 Permani               | 6 836                    | 5 486                | Mezi křižovatkami se silnicí 5017 a 5012.      |
| 2804 Mučići                | 5 273                    | 5 977                | U křižovatky se silnicí 5016.                  |
| 2809 Pavlovac              | 8 739                    | 11 228               | Mezi křižovatkami se silnicí 66 a 5051.        |
| 2917 Kostrena              | 8 970                    | 12 307               | U křižovatky se silnicí č. 40.                 |
| 2923 Crikvenica            | 8 326                    | 14 752               | U křižovatky se silnicí č. 5091.               |
| 2928 Novi Vinodolski       | 6 100                    | 13 838               | Mezi křižovatkami se silnicemi 5062 a 5064.    |
| 2929 Senj                  | 5 196                    | 12 145               | U křižovatky se silnicí 5109.                  |
| 4102 Sveti Juraj           | 3 370                    | 8 372                | Mezi křižovatkami se silnicí č. 23 a 5126.     |
| 4105 Vlaka                 | 2 737                    | 6 997                | U křižovatky se silnicí č. 405.                |
| 4207 Karlobag              | 1 093                    | 2 320                | U křižovatky se silnicí č. 25.                 |
| 4802 Starigrad (Paklenica) | 3 793                    | 7 750                | U křižovatky se silnicí č. 6008.               |
| 4803 Seline                | 2 300                    | 5 224                | Mezi křižovatkami se silnicemi č. 6008 a 54.   |
| 4810 Murvica               | 12 307                   | 17 102               | U křižovatky se silnicí č. 6011                |
| 4814 Sukošan               | 6 971                    | 12 055               | Mezi křižovatkami se silnicemi č. 6040 a 6045. |
| 5305 Pirovac               | 4 887                    | 9 723                | Mezi křižovatkami se silnicemi 6068 a 59.      |
| 5308 Šibenik               | 14 417                   | 22 056               | U křižovatky se silnicí 6088.                  |
| 5309 Grebaštica            | 5 191                    | 9 273                | U křižovatky se silnicí 6108.                  |
| 5407 Marina                | 4 301                    | 8 374                | U křižovatky se silnicí 6130.                  |
| 5423 Solin                 | 42 951                   | 47 133               | Mezi křižovatkami se silnicí 6137 a 6139.      |
| 5422 Stobreč               | 49 990                   | 56 833               | Mezi křižovatkami se silnicemi 410 a 6143.     |
| 5901 Jesenice              | 11 419                   | 16 805               | U křižovatky se silnicí 6162.                  |
| 5909 Mimice                | 5 856                    | 9 933                | U křižovatky se silnicí 6167.                  |
| 5910 Brela                 | 7 280                    | 15 275               | U křižovatky se silnicí 39.                    |
| 6004 Živogošće             | 3 456                    | 7 546                | U křižovatky se silnicí 412.                   |
| 6005 Gradac                | 4 704                    | 8 811                | U křižovatky se silnicí 67204.                 |
| 6010 Rogotin               | 7 807                    | 13 738               | U křižovatky se silnicí 413.                   |
| 6501 Klek                  | 5 776                    | 10 833               | Hraniční přechod                               |
| 6503 Zaton Doli            | 3 456                    | 7 546                | Mezi křižovatkami se silnicemi 414 a 6227.     |
| 6503 Zaton                 | 7 669                    | 13 085               | U křižovatky se silnicí 6254.                  |
| 6602 Kupari                | 12 010                   | 16 827               | U křižovatky se silnicí 6234.                  |
| 6603 Gruda SZ              | 3 573                    | 5 197                | U křižovatky se silnicí 69054.                 |
| 6603 Gruda JV              | 2 743                    | 5 102                | U křižovatky se silnicí 6241.                  |

## Bezpečnost

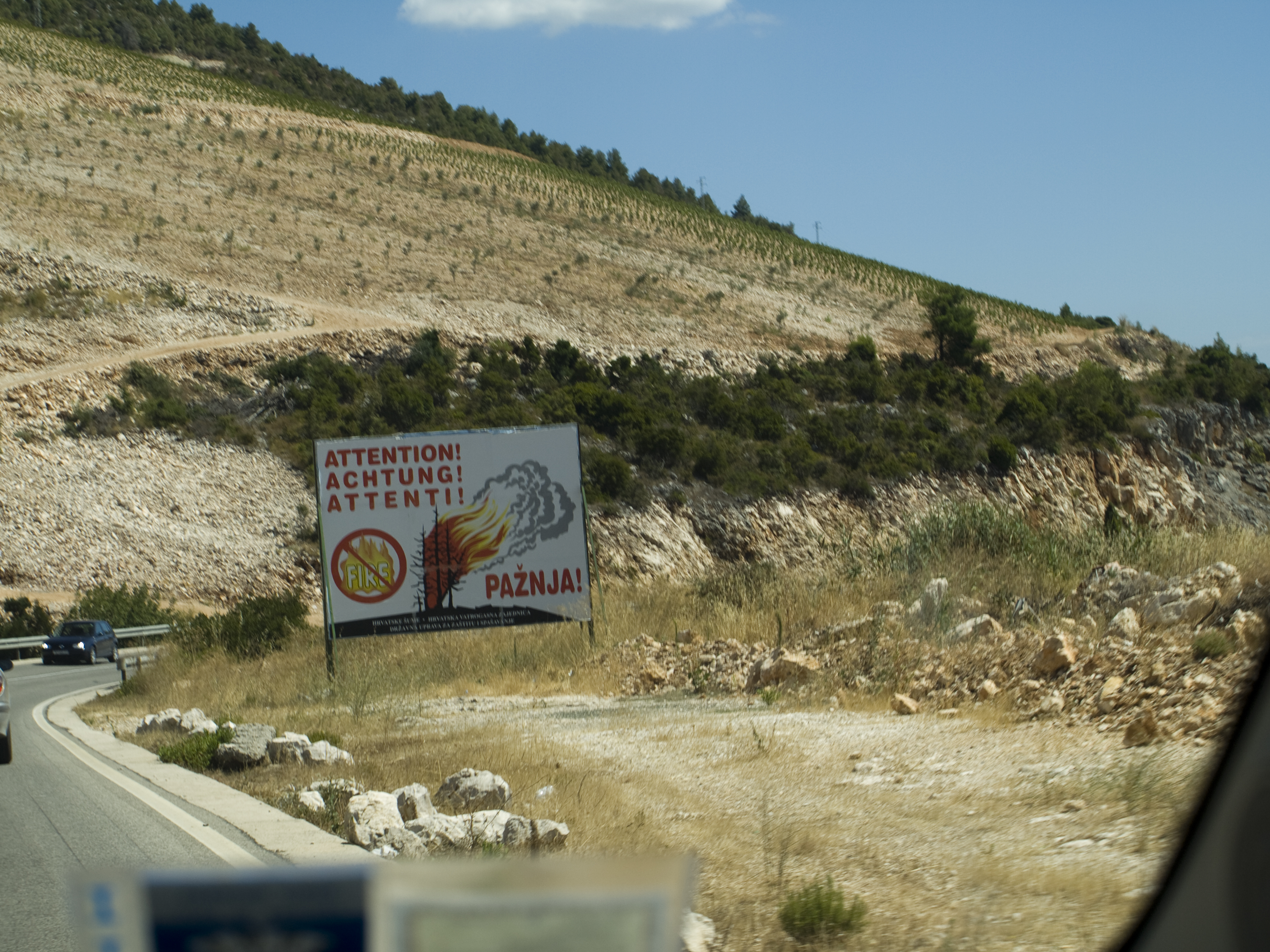
Označení rizika požárů.

Vzhledem k horskému terénu na pobřeží, četným zatáčkám, úrovňovým křížením a nepřehledným úsekům bývá cesta hodnocena jako nejnebezpečnější v Chorvatsku. Nejhůře byl hodnocen úsek mezi městem Zadar a obcí Novi Vinodolski. V roce 2015 toto potvrdil i Chorvatský autoklub (HAK).
Nejedná se v tomto případě ale jen o rizika častých nehod, nýbrž i fakt, že se jedná o silnici vedenou v náročném terénu. Navržená opatření pro zvýšení bezpečnosti provozu na této komunikaci proto mimo jiné zahrnují i výstavbu nových svodidel nebo bariér, která mají zamezit pádu vozidel z vysokého srázu.
Silnice bývá v letních měsících uzavřená vzhledem k častým požárům na dalmatském pobřeží.

## Ve filmu
Díky scénickým částem a výhledům na jaderské pobřeží je silnice oblíbená pro záběry do různých filmů.